# Марьино (Касторенский район)
Ма́рьино — село в Касторенском районе Курской области России. Входит в состав Лачиновского сельсовета.

## География
Село находится в восточной части Курской области, в лесостепной зоне, в пределах юго-западной части Среднерусской возвышенности, на левом берегу ручья Ольховатского (приток Олыма), на расстоянии примерно 12 километров (по прямой) к западу-северо-западу (WNW) от посёлка городского типа Касторное, административного центра района. Абсолютная высота — 196 метров над уровнем моря.
Климат
Климат характеризуется как умеренный, со среднегодовой температурой воздуха +5,1 °C и среднегодовым количеством осадков 547 мм.
Часовой пояс
Село Марьино, как и вся Курская область, находится в часовой зоне МСК (московское время). Смещение применяемого времени относительно UTC составляет +3:00.

## Население
| 2002 | 2010 |
| ---- | ---- |
| 14   | ↘0   |